# Mariage thaï
 (avril 2012).

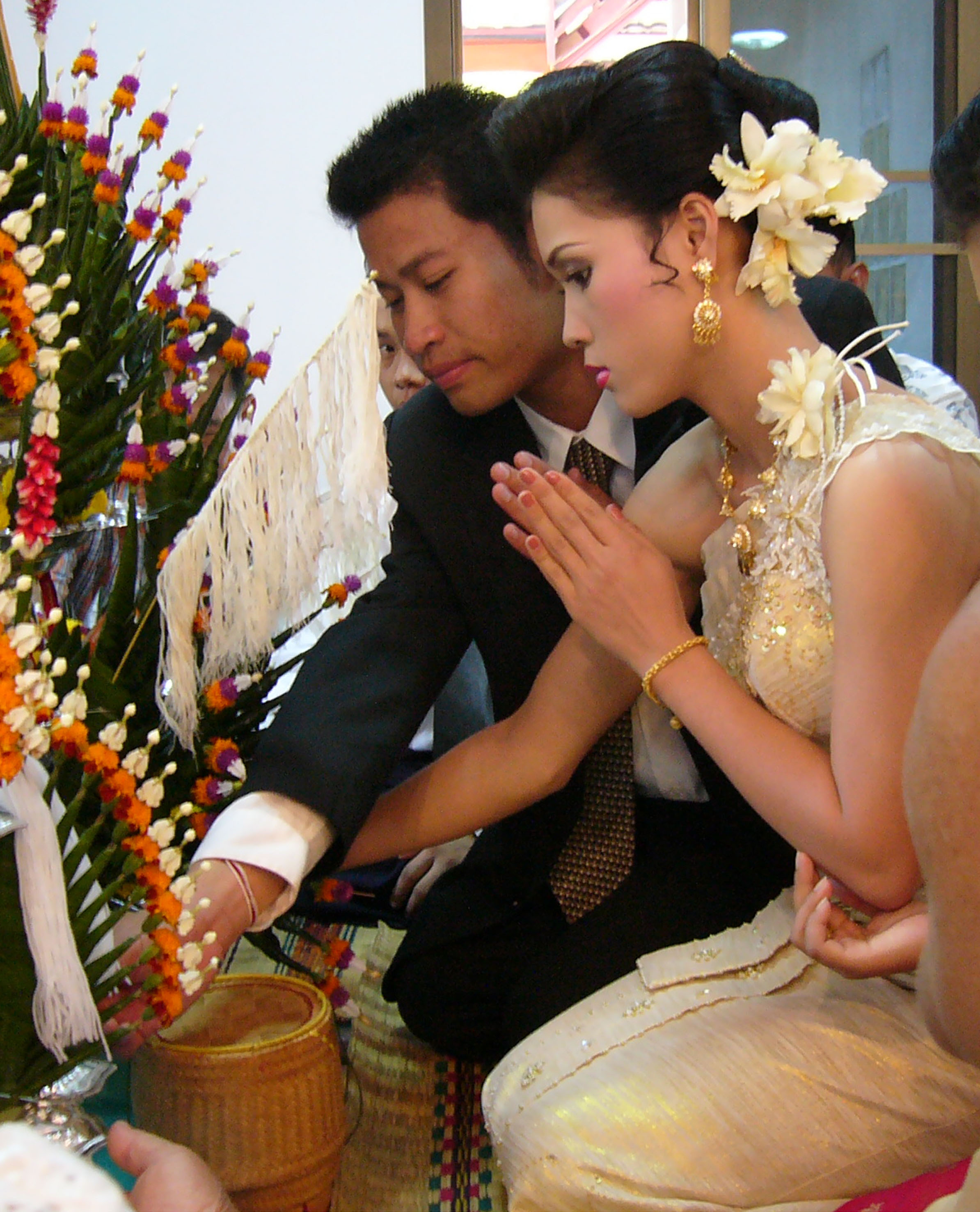
Scène de mariage traditionnel en Thaïlande.

Un mariage thaï est considéré comme un évènement important, empreint de tradition et de culture thaï.
Le couple est habillé en costume traditionnel. Neuf moines bouddhistes participent à la cérémonie religieuse, assis sur de petits coussins de paille avec ces plateaux devant eux. Un fil sacré relie les mains des moines. Le couple effectue une révérence devant une image de Bouddha puis il récite en même temps que les moines bouddhistes, avant d'allumer de l'encens et des bougies. 
Les futurs mariés sont unis par un cordon en forme de couronne sur la tête de chacun d'eux. Le couple va ensuite offrir de la nourriture, des fleurs et des médicaments aux moines.
La cérémonie est particulièrement rythmée, et elle est suivie d'un repas qui se déroule généralement en regardant un spectacle de danse thaï.